# Franciszek Bohomolec
Franciszek Bohomolec (19 de gener de 1720 – † 24 d'abril de 1784, Varsòvia) fou un escriptor i publicista polonès, considerat un divulgador significatiu de les idees il·lustrades a Polònia. Després d'acabar els estudis a Roma amb els jesuïtes, ensenyà a Varsòvia, i adaptà les comèdies de Carlo Goldoni i Molière per a les representacions dels seus alumnes. En les seves primeres obres satiritzà la ignorància i presumpció de la noblesa polonesa. La seva obra Małżeństwo z kalendarza (Matrimoni pel calendari) ridiculitza la superstició i manca de cultura, i es considera habitualment la seva obra més reeixida juntament amb Czary (Bruixeria), que posa en evidència les supersticions. Durant els últims vint anys de la seva vida, Bohomolec edità la revista Monitor, que propagà els conceptes de la Il·lustració a Polònia, prenent com a models les revistes angleses Tatler i The Spectator. També escrigué una obra en llatí sobre col·loquialismes en polonès.